# Zetor 3011
Zetor 3011 (zkrácený název Z-3011) byl traktor unifikované řady UR I. s tříválcovým motorem vyráběným společností Zetor.
Vyráběn byl v letech 1962 až 1967.

## Technické údaje
- Délka:	3016 mm
- Šířka:	1652/1642 mm
- Výška:	1525/1635 mm (k volantu)
- Hmotnost:	1480/1440 kg
- Maximální rychlost:	25,4 km/h
- Typ motoru:	        naftový s přímým vstřikem, čtyřdobý
- Objem motoru:	        2340 cm³
- Počet válců:	        3